# 毛利公司及住宅旧址
36°3′48.9″N 120°19′5.7″E / 36.063583°N 120.318250°E
毛利公司及住宅旧址位于中国山东省青岛市市南区莒县路2号，始建于1902年，最初为德商毛利公司的办公兼住宅楼，后来曾为胶澳商埠公立通俗图书馆、青岛市立图书馆所在地，现为青岛市第三次全国文物普查新发现不可移动文物。

## 历史

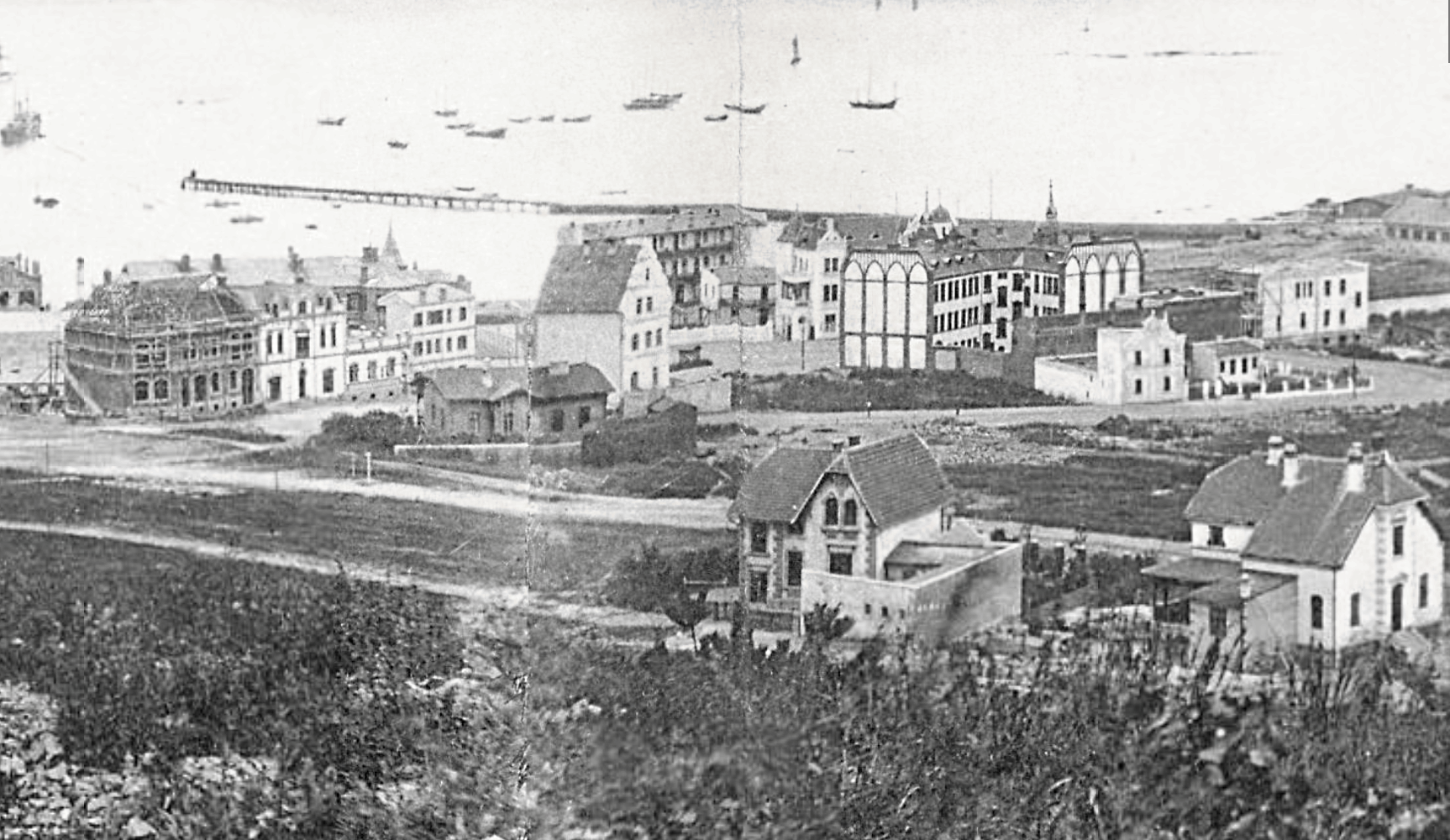
自观海山俯瞰莒县路一带，1902年9月，最左侧可见正在建造的毛利公司

1898年，德国人弗朗茨·克萨维尔·毛勒（德語：Franz Xaver Mauerer）到达青岛，并创办建筑公司毛利公司。毛勒在青岛购买的第一块土地位于伊伦娜街（Irenestraße，今湖南路）与提尔皮茨街（Tirpitzstraße，今莒县路）路口南侧，即今莒县路2号所在地，并于1902年在此设计建造了一座公寓楼。毛勒后来又先后在北京街（Pekingstraße，今北京路）西端购地建设公司事务所，在克里斯特路（Christweg，今福山路）购地，于1907年为纪念德国占领青岛十周年，自发建设了一处被命名为“胜利大道”（Siegesallee）的观景台式纪念碑。此外，毛利公司还曾于1900年为卫礼贤建设魏玛传教会住宅。
1914年日军占领青岛后，毛勒并未成为战俘，但于1917年因公开抨击日本占领军政府的政策而被驱逐出青岛。1922年12月北洋政府收回青岛后，莒县路的毛利公司旧址曾改为清丈队（土地测量队）宿舍。1924年8月，胶澳商埠公立通俗图书馆成立，同年11月18日，胶澳商埠督办公署将该楼多余房屋拨予图书馆作为馆舍，与胶澳商埠公立通俗演讲所共同使用。馆舍最初仅有书库2间、阅览室1间、演讲室1间。1925年8月，演讲所并入图书馆。
1929年4月，南京国民政府接收青岛后，胶澳商埠公立通俗图书馆由国民党青岛市党务指导委员会接管，一说改为国民党青岛市党部图书馆，一说改为青岛市立图书馆。1932年1月，该馆与1930年6月在河南路成立的青岛市立图书馆合并，一说仍称青岛市立图书馆，一说改称青岛市图书馆，总馆仍设莒县路，总馆内设阅报室、儿童阅览室、杂志阅览室各1处，图书阅览室2处。1936年12月，日本海军陆战队以日商工厂工人反日大罢工为由，登陆青岛，图书馆、市党部等处因宣传抗日遭日军包围袭击。1937年七七事变后，图书馆于11月停止开放。
1938年1月日军再次占领青岛后，图书馆由青岛治安维持会接管，莒县路馆舍二楼被反蒋委员会占用。1940年2月1日，青岛特别市公署（汪精卫政权）下辖的青岛特别市市立图书馆开馆（一说1939年7月开馆）。1945年8月日本投降后，图书馆由国民政府接收，12月20日在莒县路馆址复馆，复名青岛市立图书馆（一说青岛市图书馆）。1949年6月2日青岛解放后，青岛市军事管制委员会接收图书馆，1950年改名青岛市人民图书馆，迁往广西路14号院内，线装书仍存放于莒县路2号。该馆后来发展为今天的青岛市图书馆。莒县路2号毛利公司旧址后来改为民居至今。2006年5月20日，该建筑列入第二批青岛市历史优秀建筑。第三次全国文物普查期间，该建筑被列入青岛市第三次全国文物普查新发现不可移动文物名录。

## 建筑特色
莒县路2号毛利公司及住宅旧址占地面积1082.67平方米，建筑面积约917平方米，楼高2层带阁楼，正立面向北临湖南路莒县路路口，花岗岩砌基，水刷墙面，主入口位于西端，一层外墙开券窗，二层山墙下开有拱券阳台，以科林斯圆柱支撑，阳台下饰以曲线花格，檐口两端分别起梯形和三角形山墙，门窗、檐口均以花岗岩条石镶嵌，石柱及窗饰纹样精美。屋顶为红瓦坡屋顶，上开老虎窗。楼内设木质雕花扶梯。